# 絕望
絕望，通常因周邊環境令人沒有路可走時，失望達到頂點時，所產生的極端情緒。與希望相反。 （當你認為所有行動都是徒勞時）

## 概述
絕望通常會因為某些人在不同領域上遇到重大挫折，例如面臨離婚的情境、重要的人事物的離世、痛失家人與朋友以及摯愛和寵物等重要人物、眾叛親離、被出賣與背叛、失業、破產、流離失所、學業一落千丈、被欺凌、患有末期病和絕症等負面情況都是導致絕望情緒產生的原因。

### 延伸的反應
處於絕望的人會有多種反應：像是
- 會哭泣流淚、情緒處於崩潰的狀態、發瘋、眼神麻木
- 罹患精神病、憂鬱症等疾病
- 會意圖輕生
- 與社會斷絕關係、自甘墮落、藉酒燒愁
- 會不願意信任周遭的人物

## 絕望與抑鬱
絕望（英語：hopelessness），在抑鬱症治療與自殺防治中，美國精神科醫師亞倫·貝克將絕望（英語：hopelessness）列為一種核心成分，並開發了《貝克絕望感量表》（英語：Beck Hopeless Scale, BHS）進行評估。

## 齊克果
在齊克果的《致死的疾病》中，絕望（丹麥語：fortvivlet）是致死的疾病。齊克果論道，對基督徒來說，死不足畏。真正致死的疾病，是在信仰上絕望。絕望是一種疾病，但不同於肉體的病，摧殘自我而不能致死。在絕望中，人們渴望擺脫自我，卻無法實現。絕望者渴望成為自己想要的人，卻被迫成為不想成為的自己。齊克果進一步區分三種絕望的形式，認為從「絕望」中得到救贖的方式為信仰之躍，即回歸基督教。
面對齊克果稱為「絕望」的存在危機，不同於齊克果的有神論存在主義（英語：theistic existentialism），沙特自詡為無神論存在主義的代表，提出另一種應對方式。